# Cucujus bicolor
Cucujus bicolor is een keversoort uit de familie platte schorskevers (Cucujidae). De wetenschappelijke naam van de soort werd in 1851 gepubliceerd door Andrew Smith.